# Tenakel
En tenakel (af latin tenaculum: holder) er en manuskriptholder, der blev brugt af håndsættere. Den besår af en lodret pind, der kunne fastgøres på sættekassen med en jernspids, der huggedes i kanten på kassen eller med en klemmeanordning. På tværs af den lodrette pind anbragtes en tværgående gaffelformet pind, divisoren, der dels fastholdt et ark fra manuskriptet, dels kunne forskydes ned over dokumentet og markere den linje, som sætteren var kommet til.